# Arvika köping
Arvika köping var en tidigare kommun i Värmlands län.

## Administrativ historik
Arvika köping bildades den 27 februari 1811 som en friköping i Arvika socken under namnet Oscarsstad, och var en av åtta köpingar som fanns före kommunreformen 1862, då köpingen ombildades till en köpingskommun. 1821 ändrades namnet från Oscarsstad till Arvika.
För Arvika förordnades 1843 om en municipalstyrelse, vald med census av borgarna för ledning av ordningsärenden.
Arvika köping utbröts ur Arvika jordebokssocken enligt beslut den 22 december 1905 till en egen jordebokssocken, benämnd Arvika köping.
Den 1 januari 1911 (enligt beslut den 18 november 1910) ombildades Arvika köping till Arvika stad.

### Kyrklig tillhörighet
Köpingen tillhörde i kyrkligt hänseende först Arvika församling. Den 1 maj 1906 utbröts köpingens område till en egen församling, benämnd Arvika köpings församling.

### Judiciell tillhörighet
I judiciellt hänseende tillhörde köpingen Jösse härads domsaga och dess tingslag.